# 폴 포트
폴 포트(크메르어: ប៉ុល ពត, 크메르어 발음: [pol pɔːt])라는 별칭으로 유명한 살롯 사(크메르어: សាឡុត ស, 크메르어 발음: [saːlot sɑː], 1925년 5월 19일~1998년 4월 15일)는 캄보디아의 독재자, 노동운동가, 군인, 정치인이자 공산주의 혁명가이다. 캄보디아의 공산주의 정당이었던 크메르 루주의 지도자이자 1976년에서 1979년까지 민주 캄푸치아 공화국의 총리였다. 별칭인 '폴 포트'는 영어의 '폴리티컬 포텐셜'(영어: Political Potential) 혹은 프랑스어의 '폴리티크 포탕시엘'(프랑스어: Politique Potentielle)의 줄임말로 영어와 프랑스어로 "정치적 가능성"을 뜻한다.
프랑스의 식민지 기간 중 독립운동가로서 민족해방운동에 동참하였고 호찌민이 지도하는 반프랑스 운동 단체에 가담하여 활동하였다. 해방 후 공산당에 가담하였고 미국과 왕정에 대항하였으며 론 놀 정권을 타도하고 집권에 성공한다. 베트남 공산당으로부터 도움을 받았고 베트남 전쟁에도 베트남 민주공화국을 편들었으나 가혹한 학살에 거부감을 느낀 베트남은 그 사람과 결별하고 반체제 인사를 지원한다.
연이어 벌어진 미국, 베트남과의 전쟁으로 캄보디아 경제를 황폐화시켰다. 집권 기간 중 지주, 자본주의자, 반대파 200만 명을 숙청하였고, 기타 강제 이주책과 노동책, 흉년, 기근을 위시한 질병으로 국민 다수가 아사했다. 재임 기간 원리주의성 공산주의에 따라 집단농업화 정책을 강제로 시행하여 많은 국민을 심문과 고문으로 죽게 한 소위 킬링필드로 유명하다. 1979년 베트남군의 침공으로 정권을 잃고 북측 국경 밀림 지대로 달아나 게릴라전을 전개하다 체포되어 그 후 1998년 가택 연금 상태에서 죽었다.

## 생애

### 출생과 유년기
폴 포트는 캄보디아의 캄퐁참주 소재 한 농가에서 9형제 중 8번째로서 태어나 자랐다.
아버지는 부농으로 마을 유지였고 어머니는 자비심이 많아 마을에서 존경받았으나 가세가 몰락한 탓에 폴 포트는 불교 사원에 보내져 6년간 생활하였으며, 2년간은 승려로 지냈다.
이후 폴 포트는 환속하고서 프놈펜에 소재한 기술학교에 입학하여 1년간 목수일을 배웠다. 유소년기부터 고독하고 과묵했던 폴 포트는 자신의 사유와 포부를 내색하지 않고서 평범하게 자랐다. 가족조차도 폴 포트의 사유를 모를 정도였고 예의와 품행이 바른 소년이었다.
9세에 프놈펜으로 올라가 왕실 공무원인 형과 궁중 무용수인 사촌누나의 자취집을 전전하면서 고단한 생활을 했던 폴 포트는 수많은 사람들이 가난과 기근으로 처참하게 생활하는 모습과, 왕실의 부유하면서 부패한 실상을 목격했다. 학교에서는 역사 시간에 캄보디아의 문화유산이 외부 침략자들 탓에 파괴됐다는 사실을 알게 되었다. 분노한 폴포트는 조국의 영광을 찾겠노라 결심한다.

### 수학과 독립운동
1940년대 초 폴 포트는 호찌민 휘하에서 반프랑스 저항운동에 가담하였다. 1942년 당시 캄보디아의 캄퐁참에 신설된 노로돔시아누크 중학교에 입학하였다. 1946년 캄보디아 공산당에 가입하였다. 신입생은 20명이었는데 이들은 각 주에서 선발되었고 폴 포트는 캄퐁톰의 대표였다. 그 사람들은 여기에서 모두 프랑스어로 공부하였고 음악에도 약간 소질을 보였던 폴 포트는 바이올린 교습받기도 했다. 노르돔시아누크 중학교에서 만난 동창생 중 후님은 후에 공산주의자가 되어 폴 포트의 측근이 되었고 후에 폴 포트 정권의 공보부 장관이 된다. 중학교 재학 중 폴 포트는 국사 교사 크반시판의 수업 중 앙코르 제국의 영화를 상기시키며 식민 통치하의 연약하고 비참한 조국의 현실을 토로할 때 국사 교사에게 크게 감명받는다.
1948년 캄보디아 명문 고등학교인 리씨스소와쓰에 응시했으나 떨어지고 프놈펜 기술고등학교에 입학하였다. 1949년에 무선 공학을 연구하고자 장학금으로 파리에 유학했다. 유학 중에 공산주의자가 되어 신생 크메르 공산주의 그룹에 참가했다. 이 그룹은 당초 프랑스 공산당 내부에 형성되었으나 무선전자공학을 배우고자 파리에 유학한 폴 포트는 학문보다는 혁명 활동에 더 많은 시간을 할당했다. 그는 시험에 여러 번 낙제한 탓에 장학금이 끊겨 1953년 1월 프랑스 파리를 출발하였다.
1952년 익명으로 학생 잡지를 이용해 캄보디아 왕정에 반기를 들어 '군주제는 없애야 한다'는 글을 발표했다. 그 해 폴 포트는 친구들과 프랑스 식민지에서 벗어나려는 이데올로기를 연구하다가 그것이 공산주의라는 결론에 도달한다. 1953년에 캄보디아에 귀국해 프랑스어 교사로서 일하는 일변 공산당 활동에 열성으로 참여하였고 파리에서 알게 된 큐 포나리와 1956년 혼인했다.

### 정계 입문

#### 캄보디아 공산당
당시 프랑스의 인도차이나 지배에 대항하여 공산주의자가 주도한 일어난 반프랑스 활동의 중심은 베트남에 있었지만, 점차 캄보디아와 라오스로 파급되었다. 폴 포트는 북 베트남에 참가하여 활동했지만, 북베트남이 베트남만을 중시하는 국수주의성을 띠었고 라오스와 캄보디아에는 관심이 없는 사실을 알았다. 1954년에는 프랑스가 프랑스령 인도차이나에서 철수했지만, 베트남의 상황은 한층 더 복잡하게 전개되었다.
폴 포트는 프놈펜에서 1954년 사립학교 교사로 채용되었다. 1955년 3월 3일, 국왕을 퇴위하고 정당 조직에 참여한 시아누크는 그 인기와 권력으로 공산주의 반대 세력을 일소하여 1955년 9월 11일 선거로써 모든 의석을 획득하였으나 정계에서는 좌파와 우파가 부단히 대립했고 시아누크가 필요에 따라서 좌파를 중용하고 탄압하기를 반복했으므로 폴 포트나 이엔 사리와 큐 삼판을 위시해 좌파 지도자들은 정글로 도피하였다.

#### 지하 활동
폴 포트는 시아누크의 비밀경찰을 피해 12년간 지하활동하였다. 1960년, 캄보디아 공산당 중앙 상임위원을 거쳐 1962년에 서기로 취임했다. 63년 경찰이 폴 포트가 공산주의자와 연루됐다고 의심했으므로 폴 포트는 교사직을 마침내 사퇴하고 프놈펜을 떠나고서 베트남 전쟁이 발발하자 폴 포트는 베트콩을 지지한다고 천명했다.
1967년에 폴 포트는 중국의 지원으로 반정부 무장 투쟁을 시작했다. 캄보디아 공산당은 후에 크메르 루주로서 알려져 동당의 무장 조직은 폴포트파로 불리게 되었다. 폴 포트는 그 사상 배경을 모택동주의에서 변형하여 적용하였다. 크메르 루주는 완벽한 평등주의의 토지 균등 분배론을 생각하고 사회주의의 중간 단계를 피하고 공산주의 달성을 목표로 했다.

### 시아누크와 한 밀월과 대미전
시아누크가 남베트남 해방민족전선을 지원한다고 생각한 미국은 장군 론 놀을 지원하여 1970년 3월 18일에 쿠데타를 일으키게 하고 시아누크를 정권에서 끌어내렸다. 1970년 이전 캄보디아 공산당은 캄보디아 미약한 정치 세력이었지만, 친미주의자 론 놀이 미국에 지원받아 일으킨 쿠데타에 대항해 시아누크는 이후 폴 포트를 측면에서 지원한다. 70년 5월 캄보디아 인민해방군 최고사령부 부의장 겸 작전부장이 되었다. 1970년 미국 대통령 리처드 닉슨은 남 베트남과 인접하는 남베트남 해방민족전선의 거점을 공격하고자 캄보디아 침공하라고 명령했다. 미군은 캄보디아 농촌에 공중 폭격을 맹렬히 무차별로 퍼부은 탓에 어린이를 비롯해 농민 수십만 명이 끔찍하게 학살됐으므로, 간신히 살아남은 대다수 농민은 론 놀의 친미 정권에 등을 돌리고서 크메르 루주에 가입하였고 크메르 루주는 그 세력을 급격히 확대했다.
시아누크의 인기와 미군의 캄보디아 폭격은 폴 포트 측에 유리하게 작용하였다. 폴 포트는 미국의 폭격과 희생자들의 시신 사진을 국제사회의 언론에 발표하며 미국의 잔혹한 만행을 크게 알리고자 분투했다. 베트남 전쟁에서 미군의 캄보디아 맹폭이 없었으면 크메르 루주가 쉽게 정권을 잡지 못했으리라고 주장하는 연구자도 있다.

### 캄보디아 내전과 집권
1973년 미국이 베트남에서 철수하면서 남베트남해방민족전선은 캄보디아를 떠났지만, 크메르 루주의 싸움은 계속되었다. 노로돔 시아누크 행정부와 론 놀의 친미 군사 행정부에 대한 정적으로서 폴 포트는 크메르 루주 게릴라 부대를 이끌었다. 미국의 지원이 없어지자 국토 관리를 유지하지 못하고 론 놀의 친미 정권은 즉시 붕괴했고 1975년 4월 17일에 크메르 루주는 캄보디아 내전에서 승리하고 프놈펜을 점령했다. 그때 도시민은 크메르 루주 게릴라 부대가 승복을 군복으로 입고 있었으므로 까마귀가 왔다면서 공포에 떨었다. 크메르 루주는 전권을 장악하고 국명을 《민주캄푸치아》라고 개명하였고 론 놀은 미국에 망명했지만, 늦게 도망친 론 놀 일파인 론 보레트를 위시한 각료는 수도 함락 직후에 적군소탕위원회에 신병이 인도되어 전원 처형되었다. 크메르 루주는 그 밖에도 정치가, 고관, 경찰관, 군인을 위시해 700명 남짓을 처형했다. 폴 포트는 시아누크와 매국노로 이름을 올린 소수의 인물만을 처형한다고 약속했지만 이를 지키지 않았다. 이후 정권을 장악하기 전의 공직자나, 군에 종사한 사람은 가족까지 처형하는 때도 있었고 그 주변 인사들도 처형하거나 강제수용소로 보냈다.
1970년대 초 캄보디아 전역에 광범위하게 대규모로 미군이 무차별로 폭격하여 남녀노소 막론하고 수십만 명이 끔찍하게 죽었고 무능력했던 론 놀 친미 행정부의 부패 행위에 염증을 느꼈던 국민 거의 대부분이 론 놀 친미 행정부를 멀리하게 되었으며 이는 폴 포트에게 유리하게 작용했다.

### 집권

#### 민주 캄푸치아
1975년 5월 12일에 캄보디아 영해에서 크메르 루주군이 미국 상선 마야그에이스호를 나포하는 마야그에이스호사건이 발생하였다.
노로돔 시아누크는 1975년에 복권되었지만, 즉시 자신의 급진성 공산주의 동료와 결별하였다. 군주제 회복을 요구하는 시아누크가 한 계획에 흥미를 두지 않았고 크메르 루주 강경파는 시아누크가 한 계획을 불허하고 1976년 4월 2일 그 사람을 자택에 감금하였다. 기존 행정부는 붕괴하고 국가원수로서, 왕자인 시아누크는 그 지위를 잃고 큐 삼판이 초대 대통령 겸 국가 간부회 의장이 되었다.
1975년 크메르 루주군은 프놈펜을 점령한 후 주민을 즉시 피난시켰다. 1976년 5월 13일, 폴 포트는 민주 캄푸치아의 수상에 정식으로 취임하였고 지방에서 대규모 숙청을 시작해 철저한 국가 개조를 실시하였다. 폴 포트는 모택동주의에 기초해 빈부 격차가 없는 공산주의 사회를 목표했고 자본주의 요소를 모두 부정했다.
이후 베트남의 캄보디아 침공으로 행정부가 무너진 1979년 1월까지 크메르 루주 행정부의 총리로서 열심히 일했다. 폴 포트가 지도하는 크메르 루주 행정부로는 1975에서 1979년까지 강제 노역, 기아, 질병, 고문, 처형으로 말미암아 국민 약 200만 명,을 희생시켰다고 추산되는 일변, 대규모 관개공사와 국토 건설을 목표해 폴 포트는 타 도시민들은 농촌으로 보내거나 농업 생산성을 제고하려는 광대한 규모의 관개공사와 다른 공공 토목공사에 배치하였다. 당시는 전국에 걸쳐 슬픈 생활과 열악한 노동 환경으로 기아와 질병에 시달렸다.

#### 중농 정책과 정치적 탄압
19세기 말 인구 도시 유입이 시작되었고 내전 중 미군이 농촌을 대규모로 무차별 폭격한 탓에 농촌 인구는 난민으로서 도시 유입이 가속화했다. 1976년 직전에 프놈펜의 인구는 100만 이상까지 증가했다. 크메르 루주가 권력을 획득한 후, 미군의 공중 폭격이 있으므로 2일에서 3일만 수도에서 퇴거하게끔 도시 거주자에게 명령하여 지방에 있는 집단농장에 이주시켰다. 생존자의 증언에 의거하면, 환자, 고령자, 임산부를 위시한 노약자도 배려하지 않았고 농장 내에는 링겔을 당기면서 걷는 환자, 노상에서 혼자서 출산하는 임산부를 비롯해 지옥 같았다고 증언하였다. 다른 증언에 의거하면, 가족이 행방불명이 되어, 그 가족이 돌아올 때까지 집에 있게 했으면 좋겠다라고 호소한 거주자는, 그렇게 집에 있고 싶다면 죽을 때까지 있으라면서 문에 쇠사슬을 묶어서 음식은커녕 물도 마시지 못하게 해 죽을 때까지 방치되었다고 한다.
교육받은 중산계급과 행정부의 적으로 간주된 사람들을 대상으로 한 크메르 루주군의 조직스러운 소탕작전은 1979년까지 캄보디아 국민 최소한 100만 명을 죽음으로 내몰았다. 1977년 캄푸치아 공산당은 국가 통치기구로 공식 승인되었다.
잔혹한 학살과 게릴라전을 거부한 베트남을 위시한 인근국들은 캄보디아 내전에서 승리하여 세운 신캄보디아 공산행정부를 지원했다. 폴 포트는 베트남이 지원하는 신캄보디아 행정부에 대항해서 싸우고자 크메르 루주군을 이끌고 캄보디아 남서부 산악 지대로 철수했는데 신캄보디아 행정부는 폴 포트가 공산당의 지도자로 있는 한 크메르 루주군과 평화협상하지 않겠다고 공표했다.

### 연금과 사망
1985년 폴 포트는 크메르 루주의 정치상·군사상 지도자직에서 공식으로 사퇴한 후에도 막후에서 영향력을 행사하며 산악 게릴라전을 지도하였다. 1997년 6월 자신의 과거 동료들에게 긴급체포되었으며 7월에 열린 공판에서 반역죄를 선고받고 창고에 연금되었다가 1998년 병으로 사망했다. 이 때 나이 72세였다.

## 정치 활동

### 정치적 탄압
폴 포트 정권은 "썩은 사과는 상자 째로 버려야 한다!"라고 주창하고 정치상 반대자를 탄압했다. 통화는 폐지되어 사유재산은 몰수되었고 교육은 공립학교에서 종료했다. 더욱 국민은 구인민과 신인민으로 구분되어 장기 크메르 루주의 구성원이었던 구인민은 공동체에서 배급받아 스스로 식재료를 재배할 수 있었지만, 프놈펜 함락 후에 도시에서 강제 이주된 신인민은 끊임없이 반혁명 혐의를 두고 숙청할 대상으로 간주됐다. 프놈펜은 기아, 질병, 농촌 강제 이주에 의거해서 유령 도시로 변모했고 의사나 교사도 발견되면 '재교육'이라는 명목으로 불려가 처형되었다. "안경을 쓴다!", "글을 쓸 수 있다!"는 이유만으로 처형된 사례도 있었다. 이 결과 지식층은 궤멸되었고 캄보디아의 사회 기반은 소생이 불능하게 타격받았다.

### 종교 탄압
폴 포트는 공산주의의 속성상 무신론자였고 게오르크 헤겔이나 찰스 다윈의 적자생존론을 신봉하였다. 당시 캄보디아에서는 전통으로 상좌 불교가 신앙으로 자리 잡았지만 불교도 탄압할 대상으로 간주해 많은 승려가 강제 환속당하고 사원이 파괴되었다. 캄보디아에 선교하러 온 기독교 선교사들도 체포하여 본국으로 송환시켰다. 폴 포트 정권하에서 불교는 치명상이 될 만하게 타격받았고 여타 종교도 박멸되었다.

### 가족 계획
폴 포트는 어린이는 국가가 키워야 된다고 확신하였다. 부모와 헤어진 자녀들에게 이전 자본주의 체제에서 만연했던 부정, 부패행위, 탐욕을 대상으로 한 경각심을 교육시켰다. 뒤에 헤어진 자녀들이 부모와 재회했을 때 자녀들은 더는 부모를 존경하지 않았으며, 자녀들로써 정책과 행정부를 비판하는 자들을 색출하여 검거하기도 한 일변 대프랑스 민족해방전쟁에서 베트남과 미국과 연하여 벌인 전쟁 탓에 많은 남성이 징집되어 남성 수효가 급감되었다. 일부 여성의 불륜과 외도를 엄히 단속하기도 했다. 자본주의 체제에서 만연했던 부정, 부패, 탐욕을 어린이들과 청소년들에게 가르쳤고 어린 자녀들을 이용해 부모가 죄를 지으면 고발하게 하는 등 크메르 루주 정권 때 심어진 공포와 불신으로 말미암아 가족 간 신뢰성이 없어졌고 개인주의가 기승하게 되었다.

### 대외 정책
대외로는 중국, 조선민주주의인민공화국과 관계를 강화하고 폴 포트 자신도 적극으로 외교상 순방하였으며, 폴 포트가 완벽한 병사로 칭찬한 지뢰는 지방 도처에 매설되었다.

## 기타
폴 포트 정권하에서 내전이나 베트남군이 침공으로 말미암은 사상자 수는 논란의 대상이다. 베트남이 지원하는 헨 삼린 정권은 1975년에서 1979년까지 사망한 사람 수효를 300만으로 추정한다. 신부 폰체우드는 230만, 예일대학 캄보디아 대학살 프로젝트는 170만, 엠네스티 인터내셔널은 140만, 미 국무성은 120만으로 계산한다. 핀란드 행정부의 조사단은 내전과 미군이 무차별로 폭격하여 죽인 사람이 60만 명, 폴 포트 정권 탈취 후 사망자가 100만 명으로 추측한다.

## 같이 보기
- 킬링필드
- 크메르 루주
- 민족해방운동
- 공산당
- 베트남 전쟁
- 호찌민
- 캄보디아 내전
- 헹 삼린
- 캄보디아 공산당